# Stilpon sublunatus
Stilpon sublunatus är en tvåvingeart som beskrevs av Collin 1961. Stilpon sublunatus ingår i släktet Stilpon och familjen puckeldansflugor. Inga underarter finns listade i Catalogue of Life.